# Ахтіар (село)
Ак'яр або Ахтіар (крим. Aqyar) — історичне село на півночі Севастопольської бухти, поблизу Інкермана.
У 1783 році в 5 кілометрах від села з'явилося місто Севастополь, яке у 1783—1784 та 1797—1826 роках також мало назву Ахтіар.

## Історія
Вперше в історичних документах село згадується в «Османському реєстрі земельних володінь Південного Криму 1680х років», згідно з яким у 1686 році (1097 рік хіджри) Ак'яр входив у Мангупський кадилик Кафинського еялету. Всього згадані 23 землевласника, всі мусульмани, у їхньої власності було 827,5 дьонюмів землі. 1775 року, після підписання Кючук-Кайнарджійсого мирного договору, село включено до Кримського ханства  у склад бахчисарайського каймакамства Мангупського кадилика. 1784 року село востаннє загадано як жиле у «Камеральному описі Криму». Присутнє на карті Федора Чорного 1790 року . Пізніше в результаті масової еміграції кримських татар до Османської імперії село спустіло, в подальших історичних документах не згадується. На карті зі збірки Петра Кеппена 1836 року позначено лише урочище Ахтіар.